# Malte aux Jeux olympiques d'hiver de 2018
Malte participe aux Jeux olympiques d'hiver de 2018 à Pyeongchang en Corée du Sud du 9 au 25 février 2018. Il s'agit de sa deuxième participation à des Jeux d'hiver.

## Délégation
Le Comité olympique maltais sélectionne une délégation composée d'une seule athlète qui participe dans les épreuves de ski alpin en la personne d'Élise Pellegrin.
Le tableau suivant montre le nombre d'athlètes maltais dans chaque discipline :
| Sport     | Hommes | Femmes | Total |
| --------- | ------ | ------ | ----- |
| Ski alpin | 0      | 1      | 1     |
| Total     | 0      | 1      | 1     |

## Ski alpin
| Athlète         | Épreuve             | Course 1      | Course 1 | Course 2 | Course 2 | Total         | Total |
| Athlète         | Épreuve             | Temps         | Rang     | Temps    | Rang     | Temps         | Rang  |
| --------------- | ------------------- | ------------- | -------- | -------- | -------- | ------------- | ----- |
| Élise Pellegrin | Slalom géant femmes | DSQ           | DSQ      | DSQ      | DSQ      | DSQ           | DSQ   |
| Élise Pellegrin | Slalom femmes       | 1 min 05 s 18 | 56e      | 58 s 90  | 45e      | 2 min 04 s 08 | 50e   |